# De gouden sleutel (Grimm)
De gouden sleutel is een mondeling overgebracht sprookje opgetekend door de gebroeders Grimm in hun Kinder- und Hausmärchen met nummer KHM200. De oorspronkelijke naam is Der goldene Schlüssel.
Zou ergens rond de jaren 1300 mondeling zijn overgebracht.

## Het verhaal
Het sprookje is een verhaal om te plagen. Het gaat over iemand die een gouden sleutel vindt en concludeert dat er dan ook een schatkist moet zijn. Hij gaat op de vindplaats graven en, ja hoor, hij vindt een kistje. Dan steekt hij de sleutel in het sleutelgat en de sleutel past. Dan vraagt de verteller of de toehoorders nieuwsgierig zijn wat er in het kistje zit. Natuurlijk willen ze dat weten. Dan moeten ze wachten tot het kistje open is, is het antwoord. Op dit punt eindigt het sprookje.

## Achtergronden bij het verhaal
- Dat dit plaagsprookje het laatste van de Kinder- und Hausmärchen is lijkt niet toevallig. Het houdt de belofte in dat er nog veel te ontdekken valt. Het staat sinds de eerste druk aan het eind van de sprookjesverzameling.
- Het sprookje komt uit Hessen.
- Het plaagsprookje lijkt op plaagsprookjes die gevonden zijn in Zwitserland en Friesland.